# Биник-Этабль-сюр-Мер
Биник-Этабль-сюр-Мер (фр. Binic-Étables-sur-Mer) — новая коммуна на северо-западе Франции, находится в регионе Бретань, департамент Кот-д’Армор, округ Сен-Бриё, кантон Плуа. Расположена на исторической территории Гоэло на побережье Ла-Манша, в 16 км к северу от Сен-Бриё.
Коммуна образована 1 марта 2016 года путем слияния коммун Биник и Этабль-сюр-Мер. Центром новой коммуны является Этабль-сюр-Мер. От него к новой коммуне перешли почтовый индекс и код INSEE. На картах в качестве координат Биник-Этабль-сюр-Мера указываются координаты Этабль-сюр-Мера.
Население (2019) — 6 934 человека.

## История
История коммуны начинается с неолита, о чем свидетельствуют обнаруженные здесь дольмены. В Средние века Биник был небольшой деревней в двадцать домов, но он был местом проведения ярмарок и рынков, на которые съезжались жители близлежащих деревень.
В 1821 году Биник и Этабль-сюр-Мер разделяются и становятся самостоятельными коммунами. В XIX веке Биник становится одним из крупнейших рыболовецких портов Франции; в нем базировалось ежегодно 150—160 судов, занимавшихся разнообразной деятельностью, от рыболовства в районе Ньюфаундленда до каботажа. По улову трески Биник занимал первое место. С начала XX века порт стал терять свои позиции.

## Достопримечательности
- Церковь Святого Иоанна Крестителя в Этабль-сюр-Мер
- Церковь Нотр-Дам в Бинике
- Восемнадцать вилл, каждая со своим именем, построенных между 1890 и 1900 годами версальским предпринимателем Оскаром Легри
- Протяженные песчаные пляжи на побережье Ла-Манша

## Экономика
Структура занятости населения:
- сельское хозяйство — 1,8 %
- промышленность — 10,9 %
- строительство — 6,6 %
- торговля, транспорт и сфера услуг — 54,7 %
- государственные и муниципальные службы — 26,0 %

Уровень безработицы (2018) — 10,5 % (Франция в целом —  13,4 %, департамент Кот-д’Армор — 11,5 %). 

Среднегодовой доход на 1 человека, евро (2018) — 24 710 (Франция в целом — 21 730, департамент Кот-д’Армор — 21 230).

## Администрация
Пост мэра Биник-Этабль-сюр-Мера с 2020 года занимает Поль Шевен (Paul Chauvin). На муниципальных выборах 2020 года возглавляемый им независимый список победил в 1-м туре, получив 44,70 % голосов (из трёх списков).
| Период | Период | Фамилия        | Партия                  | Примечания |
| ------ | ------ | -------------- | ----------------------- | ---------- |
| 2016   | 2020   | Кристиан Юрвуа | Социалистическая партия |            |
| 2020   |        | Поль Шовен     | Разные левые            |            |

## Фотогалерея
- Пляж Этабль-сюр-Мера
- Пляж Годлин
- Церковь Нотр-Дам
- Порт Биника